# Brauner Anolis
Der Braune Anolis (Anolis petersii, Syn.: Norops petersii) ist eine Art aus der Gruppe der Leguanartigen Echsen. Die Unterscheidung zum bekannteren Bahamaanolis ist schwierig, aber nicht unmöglich. Es ist nicht geklärt, ob die in Europa eingeschleppten Anolisarten von Norops petersi oder Norops sagrei abstammen.

## Beschreibung
Der Braune Anolis ist im Vergleich zum Bahamaanolis nur geringfügig kleiner und ähnelt somit vom Körperbau dem Rotkehlanolis. Mit einer Körperlänge bis zu 22 cm (Männchen) bzw. 14 cm (Weibchen) zählt der Braune Anolis auch zu den mittelgroßen Anolisarten. 
Farblich ähnelt zwar der Braune Anolis im Grundton dem ihm nah verwandten Bahamaanolis, beide besitzen jedoch unterschiedliche Muster- und Farbmerkmale, besonders ausgeprägt bei Jungtieren. So ist der gelbe Rückenstreifen des Braunen Anolis wesentlich breiter und intensiver, wird aber ebenfalls mit einem gerade verlaufenden, schmalen, weißen Streifen durchzogen. Im Allgemeinen ist der Braune Anolis auch eher rotbraun oder rostbraun und besitzt keine hyperxanthisch (symmetrisch im Kreuz) verlaufende, schwarze Zeichnung. Adulte Männchen verlieren den markanten Streifen auf der Rückenmitte, dafür verlaufen diese paarweise, je nach Gemütszustand mehr oder minder sichtbar an den Seitenflanken des Körpers. Gelbe Flecken treten dabei in unterschiedlicher Anzahl auf. Dies gilt auch für die Weibchen, welche ihre ursprüngliche Zeichnung und somit den Rückenstreifen nicht so stark verändern. Dafür haben die Männchen – wie die meisten Anolisarten – einen stärker ausgeprägten Kehlsack als die Weibchen, der bei dieser Art eher orange oder sogar gelb ausfällt.

## Verbreitung
Ihr Verbreitungsraum reicht in Mittelamerika von Mexiko bis Texas und teilweise bis in die Karibik. Sie haben sich im Gegensatz zu ihren karibischen Verwandten auf trocknere Regionen spezialisiert. Sie leben in Bodennähe oder zwischen Laub, Baumwurzeln und Geäst.

## Ernährung
In der Natur fangen sie Spinnen, Falter und Käfer. Die Flüssigkeitsaufnahme ist meist auf die Morgen- und Vormittagsstunden begrenzt, da in den meisten trockenen Gebieten nur der Tau von den Blättern als Quelle dient. In den feuchteren Regionen ist dieses Verhalten nicht vonnöten, dort bestimmt täglicher Regen den Lebensrhythmus.

## Terrarienhaltung
In freier Wildbahn können sie 5 bis 7 Jahre alt werden, bei guter Pflege ist in Gefangenschaft ein ähnliches Alter zu erwarten.